# Палиак (спутник)
Палиак (лат. Paaliaq) (первоначально S/2000 S 2) — естественный нерегулярный спутник Сатурна. Открыт 7 августа 2000 года астрономом Бреттом Глэдманом. В августе 2003 года официально получил название в честь сказочного шамана Палиака из эскимосской мифологии.
Спутник имеет диаметр около 22 км, полный оборот вокруг Сатурна совершает за 687 дней. Среднее расстояние от Сатурна до Палиака составляет 15200 тыс. (15 200 000) км. Наравне со спутниками Сиарнак, Иджирак, Кивиок и Таркек входит в эскимосскую группу спутников Сатурна.